# Мін і Білл
Мін і Білл (англ. Min and Bill) — американська кінокомедія режисера Джорджа У. Хілла 1930 року.

## Сюжет
Мін — власниця прибережного готелю, в якому, крім капітана риболовецького судна Білла, проживає під її опікою юна Ненсі, колись підкинута на поріг будинку. Мін її любить і піклується про неї, але ось настає день, коли вона стає вже дорослою дівчиною за мірками закону, і органи опіки пропонують їй почати своє життя. Мін, дізнавшись про цю пропозицію, розривається між прагненням захистити Ненсі і розумінням того, що все життя в готелю вона провести не може. І в такий відповідальний момент положення як на зло посилює Белла — біологічна мати Ненсі, яка тепер хоче забрати її назад до себе.

## У ролях
- Марі Дресслер — Мін
- Воллес Бірі — Білл
- Дороті Джордан — Ненсі
- Марджорі Рембю — Белла
- Дон Діллавей — Дік
- Девітт Дженнінгс — Грот
- Расселл Хоптон — Алек
- Френк МакГлінн старший — містер Соузерд
- Гретта Гулд — місіс Соузерд